# Stemma di Sint Eustatius
Lo stemma di Sint Eustatius (Wapen van Sint Eustatius in olandese) è lo stemma dell'omonima municipalità speciale dei Paesi Bassi caraibici.

## Descrizione
Lo scudo è composto da tre parti, che rappresentano il passato, il presente e il futuro: la Roccia d'Oro (soprannome della prospera e storica Sint Eustatius), il Fort Orange (in olandese: Fort Oranje) e il pesce angelo. Il motto è scritto sotto: superba et confidens (in italiano: Fiero e fiducioso). Lo scudo è circondato da perline blu, simbolo di ricchezza.
Lo stemma fu disegnato da Walter Hellebrand e sottoposto alla valutazione dell'Alto Consiglio della Nobiltà olandese nel 1999. In risposta nel 2002, il Consiglio definì il disegno "sovraccarico". Sollecitò la semplificazione delle decorazioni sullo scudo e suggerì di sostituire gli altri elementi dell'opera con una corona, come negli stemmi di Curaçao, Bonaire e delle province dei Paesi Bassi. Nel 2004 il Consiglio concluse che il suo parere non era stato seguito.
Dopo il cambiamento di status costituzionale dell'isola nel 2010, il consiglio di Sint Eustatius ha richiesto all'Alto Consiglio della Nobiltà di ottenere questo stemma come ente pubblico dei Paesi Bassi. 
Il consiglio ha approvato e lo stemma è stato concesso senza modifiche con decreto reale del 20 settembre 2010, n. 10.002023, che lo ha blasonato come: Argento chapé ployé, un pesce angelo proprio; il destro chape per fess ondulato, I. Rosso, una montagna rocciosa issante d'oro, composta da due parti, con la parte rimossa a due terzi dell'altezza della parte anteriore; II. barra ondulata di dieci pezzi d'azzurro e d'argento; il sinistro chape per fess; I. Argento, una fortezza issante con mura merlate; Arancione, composta da una porta d'ingresso e due torri aguzze, svuotate di nero, e una torre dell'orologio, svuotata del campo; II. Verde. Lo scudo è circondato da una catena di perle azzurre, poggiate su due canne da zucchero in croce di Sant'Andrea, sormontate da una corona muraria d'argento murata di nero, composta da quattro torrette con quattro merli ciascuna. Il motto è: SUPERBA ET CONFIDENS in caratteri latini di nero su un cartiglio d'argento.